# Аліса в Задзеркаллі (фільм)
«Аліса в Задзеркаллі» (англ. Alice Through the Looking Glass) — американський пригодницький фільм-фентезі, знятий Джеймсом Бобіном за мотивами однойменної книги Льюїса Керрола. Він є продовженням «Аліса у Дивокраї» 2010 року. Прем'єра стрічки в Україні відбулася 26 травня 2016 року.
У цьому фільмі Аліса повертається до Дивокраю крізь дзеркало. Вона виявляє, що Божевільний Капелюшник марніє від суму за загиблою родиною. Аби врятувати Капелюшника, Аліса вирушає в минуле, сподіваючись врятувати його родину і його самого.

## Сюжет
У шторм корабель «Чудо», капітаном якого є Аліса Кінгслі, тікає від китайських піратів. Дівчина заманює піратів на мілину і згодом успішно повертається додому, до Лондона. Вона хоче щошвидше розповісти про свої трирічні подорожі лорду Ескоту, що надав корабель. Але той за час її відсутності помер і тепер його місце зайняв його син Геміш, якому Аліса раніше відмовила в одруженні.
На балу, куди Аліса одягається в нову строкату сукню, що обурює матір і присутніх, адже Аліса виділяється з натовпу. Мати при зустрічі з Гемішем розповідає, що продала власність свого померлого чоловіка. Геміш зауважує, що може повернути будинок Кінгслі в обмін на корабель. Аліса дорікає матері, котра твердить, що леді негідно подорожувати і вона марнує час. Вона тікає в сад, де зустрічає метелика Авесалома, якого раніше бачила в Дивокраї гусеницею. Метелик веде її в кімнату Геміша, де зникає в дзеркалі. Чуючи наближення хазяїна, дівчина входить у дзеркало і опиняється у фантастичному відображенні кімнати. Випадково скинувши Хитуна-Бовтуна, Аліса входить у двері, звідки падає у Дивокрай.
Аліса звалюється у замку Білої Королеви і бачить навколо своїх друзів, котрі саме чекали її появи. Вони розповідають, що Капелюшник знайшов виготовленого ним у дитинстві паперового капелюшка, якого колись віддав батькові. Це змусило його згадати, що всю його сім'ю спалив дракон Жербельковт, посланий Червоною Королевою у Хижомряцький день. Відтоді Капелюшник сумує і не бажає нічого робити, поволі помираючи. Аліса відвідує Капелюшника, котрий думає, що коли капелюшок знайшовся, то і його батьки також повернуться. Вона переконує, що це неможливо і той мусить змиритися з утратою. Та Капелюшник не вірить їй та виганяє Алісу, засумувавши ще більше.
Біла Королева і Чеширський кіт згадують про хроносферу, яка дозволяє подорожувати в часі. Ніхто не може нею користуватися, адже зустріч з самими собою в минулому загрожує зникненням усьому світу. Та Аліса нетутешня, отож може вирушити в Хижомряцький день і врятувати батьків Капелюшника. Для цього слід взяти хроносферу в Часу. Крізь старовинний годинник Аліса проходить в Замок Вічності, де стоїть Пангодинник. Час, високомірний та сварливий чоловік, саме визначає чиє життя в Дивокраї має завершитися. Аліса намагається випросити хроносферу, але Час відмовляє, бо ця деталь змушує Пангодинник рухатися і час — плинути. Після цього Час іде позалицятися до Червоної Королеви, яка відкидає його подарунок і бажає одного — отримати хроносферу, щоб помститися Білій Королеві.
Йдучи з замку, Аліса викрадає хроносферу. Секунди, механічні створіння замку, кидаються навздогін. Аліса розгортає сферу та вирушає нею крізь океан часу в минуле. Вона потрапляє в день коронації принцеси Язловетти, майбутньої Червоної Королеви, де помічає молодого Капелюшника. На церемонії коронації через зачіску Язловетти корона ніяк не тримається на її голові. Засміявшись, капелюшник злить принцесу, яка обіцяє помститися йому і всім, хто засміявся разом з ним. Її батько позбавляє Язловетту права на трон, віддаючи його другій доньці — Мірані, майбутній Білій Королеві. Родина капелюшників свариться, Капелюшник іде геть до Березневого Зайця і Соні. Тим часом Пангодинник починає виходити з ладу і Час вирушає в минуле повернути хроносферу.
Мірана вибачається перед сім'єю Капелюшника і згадує той день, коли її сестра вдарилася головою і вітоді зненавиділа її та всіх навколо. Аліса вирушає того дня, щоб не дати Язловетті стати злою. Вона зустрічає маленького Капелюшника, що запрошує її додому, аби зробити їй капелюх. Паперовий капелюх, якого зробив Таррант, не подобається його батькові, і той викидає синову роботу. Аліса ж поспішає до того місця, де повинна з'явитися Язловетта.
Тим часом в замку Мірана забирає залишки печива, незважаючи на заборону матері, і біжить в кімнату, щоб доїсти його. Кілька крихт падають на підлогу, і вона замітає їх під ліжко своєї сестри. Мірана говорить матері, що це зробила сестра, ображена Язловетта тікає з дому і, послизнувшись на льоду, вдаряється об пам'ятник. Аліса намагається вберегти її від удару, але не може нічого змінити.
Час відшукує Капелюшника і розпитує в нього та його друзів де Аліса. Ті лише кепкують з Часу, а сам Капелюшник затримує його, сказавши, що запросив Алісу на чай. Коли дівчина не приходить за хвилину до останнього терміну, розгніваний Час іде шукати її сам. Наостанок він проклинає Капелюшника з Березневим Зайцем і Сонею, щоб у них завжди тривала та сама хвилина. Час влаштовує засідку на Алісу, але вона проходить крізь дзеркало і потрапляє в реальність, у психіатричну лікарню. Аліса згадує, що повинна врятувати Капелюшника, і тікає звідти. Скориставшись вкотре хроносферою, Аліса потрапляє в Хижомряцький день. Дракон Жербельковт спалює все довкола і нападає на сім'ю капелюшників. Та вони, як виявляється, виживають і їх забирає Червона Королева.
Аліса повертається в день прибуття до Дивокрая, але застає Капелюшника ледве живим. Тепер вона вірить, що його родина жива, тільки перебуває в полоні. Капелюшник швидко одужує і збирає друзів, з якими вирушає до палацу Червоної Королеви. Палац, складений з рослин і наповнений комахами, має заплутані коридори, в яких сміливці губляться. Тільки Аліса з Капелюшником дістаються до покоїв Язловетти, але потрапляють у пастку. Аліса втрачає віру, що полонених вдасться знайти. В цю мить Капелюшник помічає знак капелюха, викопаний мурашками в формікарії Червоної Королеви. Придивившись, він бачить, що там живуть не мурашки, а його зменшена родина. Язловетта кидає усіх непроханих гостей до клітки та ув'язнює Час. Відібравши хроносферу, вона бере Мірану та летить в минуле. В цей час Пангодинник ламається, день і ніч миттєво змінюються і тільки секунди в Замку Вічності ледве стримують світ від зникнення. Прислуга Язловетти випускає в'язнів, Час повертається в замок, а Аліса з Капелюшником беруться повернути хроносферу.
У минулому доросла Мірана не визнає, що оббрехала сестру. Язловета вривається до кімнати, де сталася історія з крихтами під ліжком, і бачить саму себе. Через це все довкола швидко іржавіє і світ застигає. Капелюшник і Аліса забирають Білу Королеву з хроносферою та летять у Замок Вічності. Іржа покриває весь океан часу і звідусіль оточує Замок Вічності. Одні за одними всі в ньому застигають, навіть сам Час і Аліса за мить до того як покласти хроносферу на місце.
Та коли все, здавалося, втрачено, хроносфера відновлює роботу Пангодинника. Іржа зникає і все повертається до звичайного стану. Біла Королева вибачається перед Червоною, батько Капелюшника мириться з сином, який дає родині чарівне печиво, що повертає нормальний розмір. Впевнившись, що все тепер гаразд, Аліса покидає Дивокрай, але Капелюшник говорить їй, що вони ще не раз побачаться. Після повернення в будинок Ескота, вона просить матір підписати папери на передачу корабля, кажучи, що ще збудує новий, а мати в неї одна і їй треба десь жити. Та говорить Гемішу, що рада, що її дочка не вийшла за нього заміж, і розриває контракт. Аліса відкриває компанію «Кінгслі і Кінгслі» і вирушає в нові подорожі по морю разом з матір'ю.

## У ролях
- Міа Васіковська — Аліса Кінгслі[7]
- Ліндсі Дункан — Гелен Кінгслі, мати Аліси
- Джонні Депп — Божевільний Капелюшник (Терент)[7]
  - Луї Ешборн Серкіс — Терент в дитинстві[8]
- Енн Гетевей — Біла Королева (Мірана)[7]
  - Амелія Крауч — Мірана в дитинстві[9]
- Гелена Бонем Картер — Червона Королева (Язловета)[7]
  - Лейла де Меса — Язловета в дитинстві[10]
- Саша Барон Коен — Час[7]
- Лео Білл — Геміш Ескот
- Метт Лукас — Круть-верть / Верть-круть[7]
- Ріс Іванс — Заник Гайтопп, батько Божевільного Капелюшника[7]
- Ендрю Скотт — Аддісон Беннет,[11] жорстокий лікар-психіатр
- Річард Армітедж — Король Олерон, батько Язловетти та Мірани
- Гетті Мораган — Королева Елсмір, мати Язловетти та Мірани

## Український дубляж
Дубльовано студією «Le Doyen» на замовлення «Disney Character Voices International» у 2016 році.
- Режисер дубляжу — Анна Пащенко
- Музичний директор — Сергій Ковальчук
- Переклад і автор синхронного тексту — Сергій Ковальчук
- Мікс-студія — Shepperton International
- Творчий керівник — Мацей Ейман

| Персонаж                  | Актор               |
| ------------------------- | ------------------- |
| Терент Капельмайстер      | Остап Ступка        |
| Аліса Кінслі              | Ганна Кузіна        |
| Язловета                  | Олена Узлюк         |
| Мірана                    | Юлія Перенчук       |
| Час                       | Дмитро Завадський   |
| Заник Капельмайстер       | Михайло Кришталь    |
| Круть-Верть і Верть-Круть | Володимир Терещук   |
| Гелен Кінслі              | Лідія Муращенко     |
| Гейміш                    | Дмитро Чернов       |
| Леді Ескот                | Ніна Касторф        |
| Авесалом                  | Юрій Гребельник     |
| Баярд                     | Борис Георгієвський |
| Такері                    | Михайло Войчук      |
| Чеширський Кіт            | Олег Лепенець       |
| Мальямкін                 | Тетяна Зіновенко    |
| МакШвирг                  | Максим Кондратюк    |
| Вілкінс                   | Дмитро Вікулов      |

А також: Катерина Манузіна, Галина Дубок, Олександр Ененберг, Євген Малуха, Сергій Солопай, Людмила Судова, Людмила Ардельян, Павло Голов, Кирило Нікітенко, Денис Толяренко, Віталіна Біблів, В'ячеслав Дудко, Олексій Череватенко, Дмитро Бузинський, Вікторія Хмельницька, Володимир Канівець.

## Виробництво
Зйомки фільму почались 4 серпня 2014 року на студії Шеппертон.